# Serge Ier de Naples
Serge ou Sergius Ier de Naples est duc de Naples de 839/840 à sa mort en 864. 

## Origines
Serge est le fils d'un certain Marinus, noble de Cumes, et d'Eupraxia. Ses parents sont « issus de familles illustres ». Si l'origine de son père reste obscure, du fait des noms donnés à ses enfants (Césaire (Cæsarius), Étienne (Stephanus) et Grégoire (Gregorius)), il descendait vraisemblablement par sa lignée maternelle d'Étienne II de Naples, duc (754-766) puis évêque de Naples (766-799) et lui-même père d'enfants nommés Cæserius, Gregorius et Eupraxia.

## Duc héréditaire
Serge succède au duc Contardus dont le règne se limite à 15 jours en 839/840. Sergius devient le premier duc strictement héréditaire de Naples et il règne 25 ans et trois mois et fonde la dynastie des Sergii. 
Les Napolitains avaient été les premiers à utiliser les services des bandes de pirates musulmans pour combattre leur principal ennemi, la principauté de Salerne. Après 840, du fait de la guerre civile qui divise les Lombards, les populations du littoral doivent faire face au péril arabe.
Le duc Serge rassemble sa flotte avec les vaisseaux d'Amalfi et de Gaète et inflige aux Sarrasins une défaite à la pointe de Licosa, dans le golfe de Salerne. L'émir de Palerme veut se venger et lance une grande expédition punitive vers la baie de Naples. Ses troupes arrivent aux portes de Sorrente où leurs navires sont capturés par les gens de Sorrente et de Naples. Après le pillage de Rome en août 846, la flotte de Naples sous la conduite de Césaire, le fils du duc, empêche les Arabes de poursuivre leur avance et, lorsqu'ils rembarquent, leurs navires sont dispersés par une tempête. 
Lorsque Césaire se rend lui-même à Rome, la ligue maritime constituée par Naples, Amalfi et Gaète conclut un accord avec le pape Léon IV. L'amiral napolitain remporte ensuite une nouvelle victoire contre les envahisseurs en 849. La prééminence du duc Serge sur les princes du sud de l'Italie est totale et l'Empereur Louis II le Jeune fait appel à lui pour réconcilier Bénévent et Salerne. Le 8 mai 859 le duc Serge lance encore une attaque sur Capoue qui est repoussée par Lando le Jeune. Serge Ier meurt après un règne de 25 ans et 3 mois et il peut transmettre sans aucune opposition sa fonction à son fils Grégoire III, qu'il avait associé au pouvoir dès 850. Son autre fils Athanase Ier, était devenu évêque de Naples vers la même époque.

## Union et postérité
Sergius Ier épouse une nommée Drosu dont :
- Grégoire III, duc 850-870 ;
- Cæsarius, capitaine et amiral (mort 872) ;
- Athanase Ier, évêque de Naples en 850 (mort en 875) ;
- Marinus père de Grégoire IV de Naples, duc et d'Athanase III évêque de Naples ;
- Étienne III, évêque de Naples 898-907 (mort en 907) ;
- fille épouse Landolf de Capoue (mort vers 856).

## Sources
- Jules Gay L'Italie méridionale et l'Empire byzantin depuis l'avènement de Basile Ier jusqu'à la prise de Bari par les Normands (867-1071) Albert Fontemoing éditeur, Paris 1904 p. 636.
- (la) Erchempert. Historia Langabardorvm Beneventarnorvm.
- (it) Sèrgio I duca di Napoli dans enciclopedia Treccani. Consulté le 7 février 2014.
- (en) Medieval Lands: Dukes of Naples.